# Abergement-le-Grand
 Abergement-le-Grand  es una población y comuna francesa, en la Región de Borgoña-Franco Condado, departamento de Jura, en el distrito de Dole y cantón de Arbois.

## Demografía
| Gráfica de evolución demográfica de Abergement-le-Grand entre 2006 y 2019 |
|                                                                           |

Fuentes: INSEE.

## Políticos
Elecciones Presidential Segunda Vuelta:
| Elección | Elección | Candidato Ganador | Partido | %     |
| -------- | -------- | ----------------- | ------- | ----- |
|          | 2022     | Emmanuel Macron   | LREM    | 64,00 |
|          | 2017     | Emmanuel Macron   | EM      | 69,23 |
|          | 2012     | François Hollande | PS      | 56,67 |
|          | 2007     | Nicolas Sarkozy   | UMP     | 65,71 |
|          | 2002     | Jacques Chirac    | RPR     | 90,32 |